# Neolophonotus rossi
Neolophonotus rossi là một loài ruồi trong họ Asilidae. Neolophonotus rossi được Londt miêu tả năm 1986. Loài này phân bố ở vùng nhiệt đới châu Phi.